# Isoleucina
La isoleucina (abreujada Ile o I) és un dels aminoàcids transcripcionals que formen les proteïnes dels éssers vius.
La fórmula molecular del compost és igual que la de la leucina (la qual cosa fa que no es puguin diferenciar en un espectròmetre de masses), però no la disposició d'àtoms, la qual cosa li dona propietats pròpies.
D'un punt de vista nutritiu és un dels aminoàcids essencials.
A l'ARNm, codifica com a AUU, AUC o AUA.
| L-isoleucina (2S,3S) · D-isoleucina                   |
| L-isoleucina (2S,3S) & D-isoleucina (2R,3R)           |
| L-allo-isoleucina · D-allo-isoleucina                 |
| L-allo-isoleucina (2S,3R) & D-allo-isoleucina (2R,3S) |